# جسر كوبان
جسر كوبان (بالألمانية: كوبان-بروكينكوبف)، والمعروفة أيضًا باسم «الموقع القوطي الرئيسي» (الألمانية: Gotenkopfstellung، جوتينكوبفستلونج) ، موقعًا ألمانيًا في شبه جزيرة تامان في روسيا بين بحر آزوف والبحر الأسود. من يناير حتى أكتوبر 1943، تشكل جسر العبور بعد طرد الألمان من القوقاز. كان القصد من هذا الموقع المحصن بشدة هو منطقة انطلاق لفيرماخت التي كان من المقرر استخدامها لتجديد الهجمات نحو آبار النفط في القوقاز. تم التخلي عن جسر العبور عندما قام الجيش الأحمر باختراق خط بانثر-ووتان، مما اضطر القوات الألمانية إلى إجلاء القوات الألمانية عبر مضيق كيرتش إلى شبه جزيرة القرم.

## رأس الجسر
بعد تطويق الجيش السادس في ستالينغراد، انسحبت مجموعة الجيش أ نحو البحر الأسود وشبه جزيرة القرم. قام الجيش السابع عشر، بقيادة ريتشارد روف وإروين جينيكي، ببناء موقع دفاعي عبر دلتا نهر كوبان في شبه جزيرة تامان، والذي اكتمل في يناير 1943. بدأ خط الدفاع الرئيسي الأول من قبل نوفوروسيسك وواصل شمالًا تقريبًا عبر شبه الجزيرة. يتألف من 5 خطوط دفاع، كان العمق الكلي لمنطقة الدفاع يصل إلى 60 كم. احتلت القوات الألمانية، التي كانت تتحرك من مواقع على طول نهر تيريك، الشبكة الدفاعية الجديدة بالكامل في فبراير 1943 أثناء تعرضها لهجوم مستمر من الجيش الأحمر. تمت إعادة مهمة جسر العبور، الذي كان يهدف في الأصل إلى توفير منطقة انطلاق للمحاولات المستقبلية للسيطرة على حقول بحر قزوين، في 3 سبتمبر 1943، حيث استمر الوضع الألماني في الجبهة الشرقية في التدهور. أستخدم جسر كوبان بعد ذلك لإجلاء القوات الألمانية حيث أصبح انسحاب مجموعة الجيش الجنوبية إلى خط دنيبر أمرًا لا مفر منه.
تم اختراق الدفاعات الأولى من جسر كوبان في 15-16 سبتمبر 1943 في منطقة نوفوروسيسك خلال عملية Novorossiysk-Taman Operation [Новороссийско-Таманская операция] من الجبهة الشمالية القوقازية السوفيتية. تم تطهير شبه جزيرة تامان بالكامل من القوات الألمانية في 9 أكتوبر 1943.